# Campionati del mondo di BMX - Gara femminile Elite Cruiser
La Gara Donne Elite Cruiser è stato uno degli eventi disputati durante i Campionati del mondo di BMX UCI. Per la prima volta fu corso nel 2006 ed è stato soppresso dal 2011.

## Albo d'oro
Aggiornato all'edizione 2010.
| Anno | Vincitrice            | Seconda           | Terza             |
| ---- | --------------------- | ----------------- | ----------------- |
| 2006 | Laëtitia Le Corguillé | Samantha Cools    | Maria Belen Dutto |
| 2007 | Sarah Walker          | Aneta Hladikova   | Amélie Despeaux   |
| 2008 | Magalie Pottier       | Amélie Despeaux   | Sarah Walker      |
| 2009 | Sarah Walker          | Manon Valentino   | Vilma Rimsaite    |
| 2010 | Mariana Pajón         | Romana Labounkova | Vilma Rimsaite    |

## Medagliere
| Pos.   | Nazione       | Oro | Argento | Bronzo | Totale |
| ------ | ------------- | --- | ------- | ------ | ------ |
| 1      | Francia       | 2   | 2       | 1      | 5      |
| 2      | Nuova Zelanda | 2   | 0       | 1      | 3      |
| 3      | Colombia      | 1   | 0       | 0      | 1      |
| 4      | Rep. Ceca     | 0   | 2       | 0      | 2      |
| 5      | Canada        | 0   | 1       | 0      | 1      |
| 6      | Lituania      | 0   | 0       | 2      | 2      |
| 7      | Argentina     | 0   | 0       | 1      | 1      |
| Totale | Totale        | 5   | 5       | 5      | 15     |